# Statligt ägande
Statligt ägande, eller offentligt ägande, gemensamt ägande och statlig egendom, är egendom som ägs av staten.
Begreppet statligt ägande kan avse såväl ägande av egendom eller kontroll av tillgångar, industrier och företag på alla samhällsnivåer genom regleringar på nationell, regional och lokal (kommunal nivå). Processen att föra över kontroll eller ägande av en tillgång eller ett verksamhetsområde till det offentliga kallas förstatligande (nationalisering eller socialisering) eller kommunalisering (om det sker på lokal nivå).
I marknadsekonomier utgörs det statliga ägandet i regel av kontroll över aktier i bolag, så kallade statliga bolag. Det statliga ägandet kan även vara i form av statliga verk; i Sverige fanns tidigare Postverket, Televerket och Banverket där de två första utgjorde affärsdrivande verk och det senare var en driftsmyndighet. De statliga ägandet kan av regeringar användas för att generera vinst som tillförs statsbudgeten. Ett statligt ägt företag kan drivas i kommersiellt syfte och ha monopol liksom verksamheten kan vara icke-kommersiell, verkande på en konkurrensutsatt marknad.
Processen att omvandla statliga verk och myndigheter till statliga bolag kallas bolagisering. Bolagisering kan vara ett första stadium inför en partiell eller fullständig privatisering av verksamheten; exempelvis Televerket som blev Telia och därefter delvis privatiserat.